# Ringtrast
Ringtrast (Turdus torquatus) är en fågel inom familjen trastar. Den häckar i bergstrakter i Europa och västra Asien. Vintertid övervintrar den i Medelhavsområdet. IUCN kategoriserar den som livskraftig.  

## Kännetecken

### Utseende
Ringtrasten är lik koltrasten till storlek (kroppslängd 24–29 cm) och form, möjligen med något längre hals och stjärt, slankare kropp och smalare vingar. Den liknar koltrasten även i dräkten. Den adulta hanen har svart fjäderdräkt, men gråkantade vingfjädrar som ger vingarna ett ljust intryck i flykten och ett tydligt brett ljust band över bröstet.

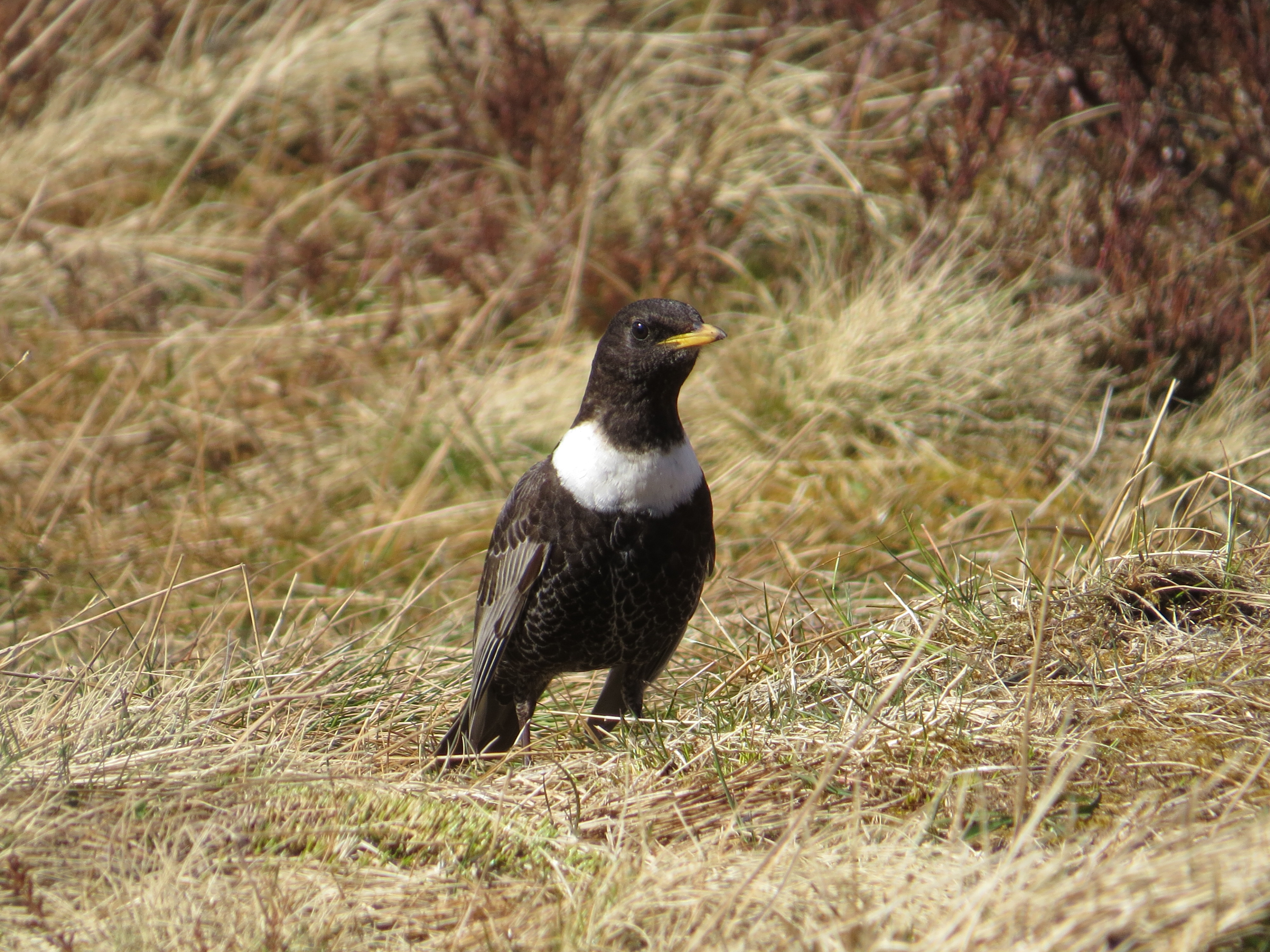
Hane av nominatformen.

Den adulta honan är brunaktig med ett mer eller mindre otydligt brunaktigt eller ljusgrått bröstband. Näbben är orangegul med svart spets. Unga hanar liknar honor, medan unga honor ofta saknar bröstbandet helt och kan då vara mycket lik koltrasthonor. Vingarna är dock något ljusare. Fåglar i centrala och sydöstra Europa (alpestris, se nedan) urskiljer sig genom ljusfjällig undersida och ännu ljusare vingar.

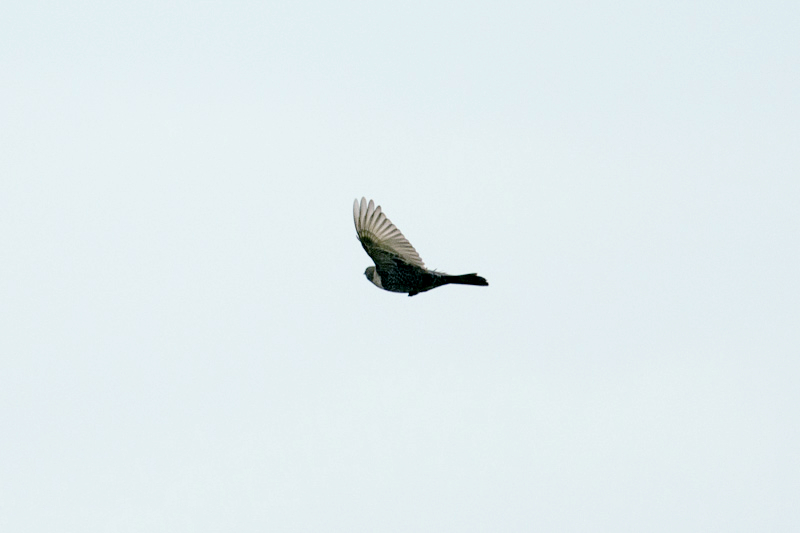
I flykten syns tydligt ljusare vingar än hos koltrasten.

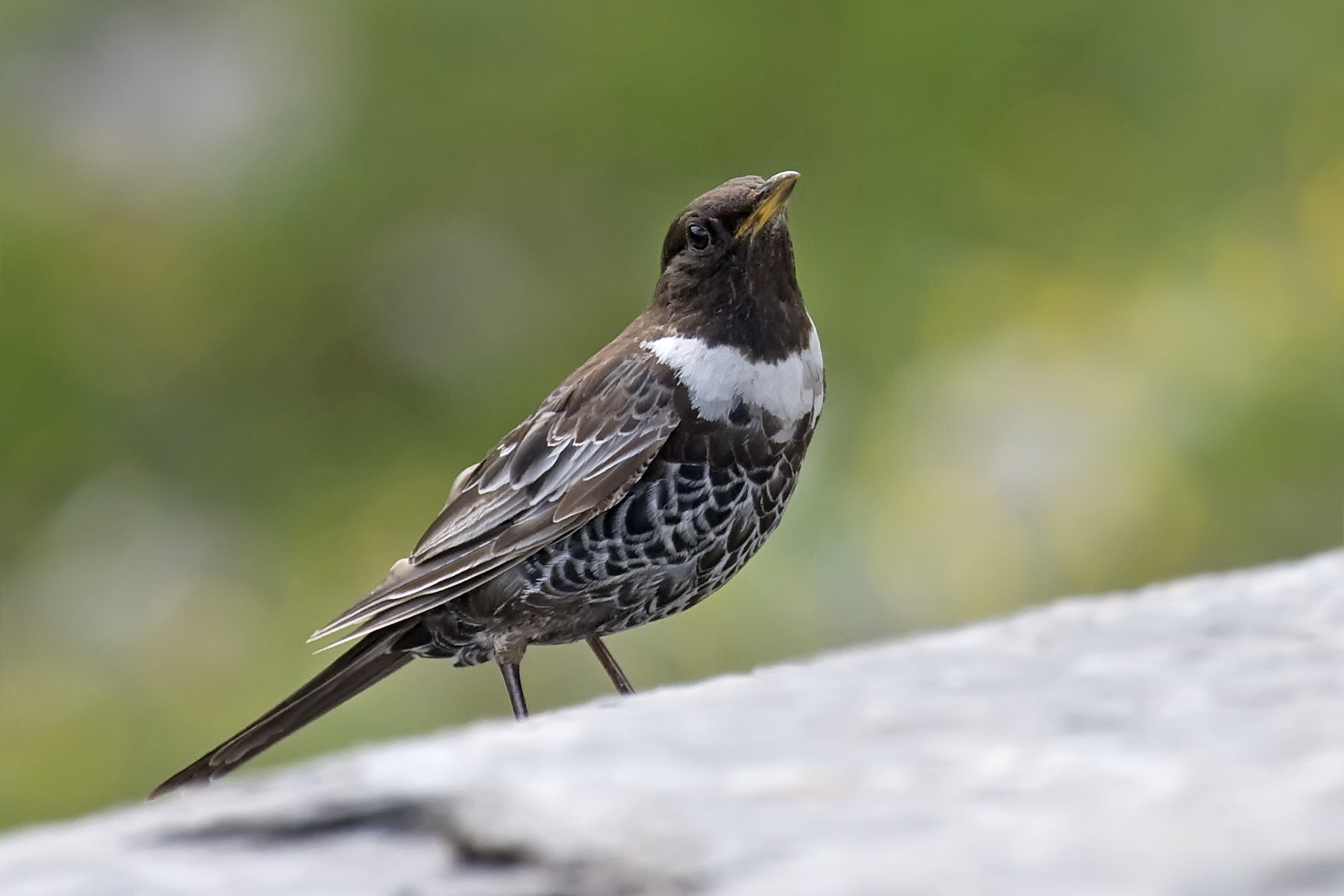
Hane av underarten alpestris med den ljusfjälliga undersidan.

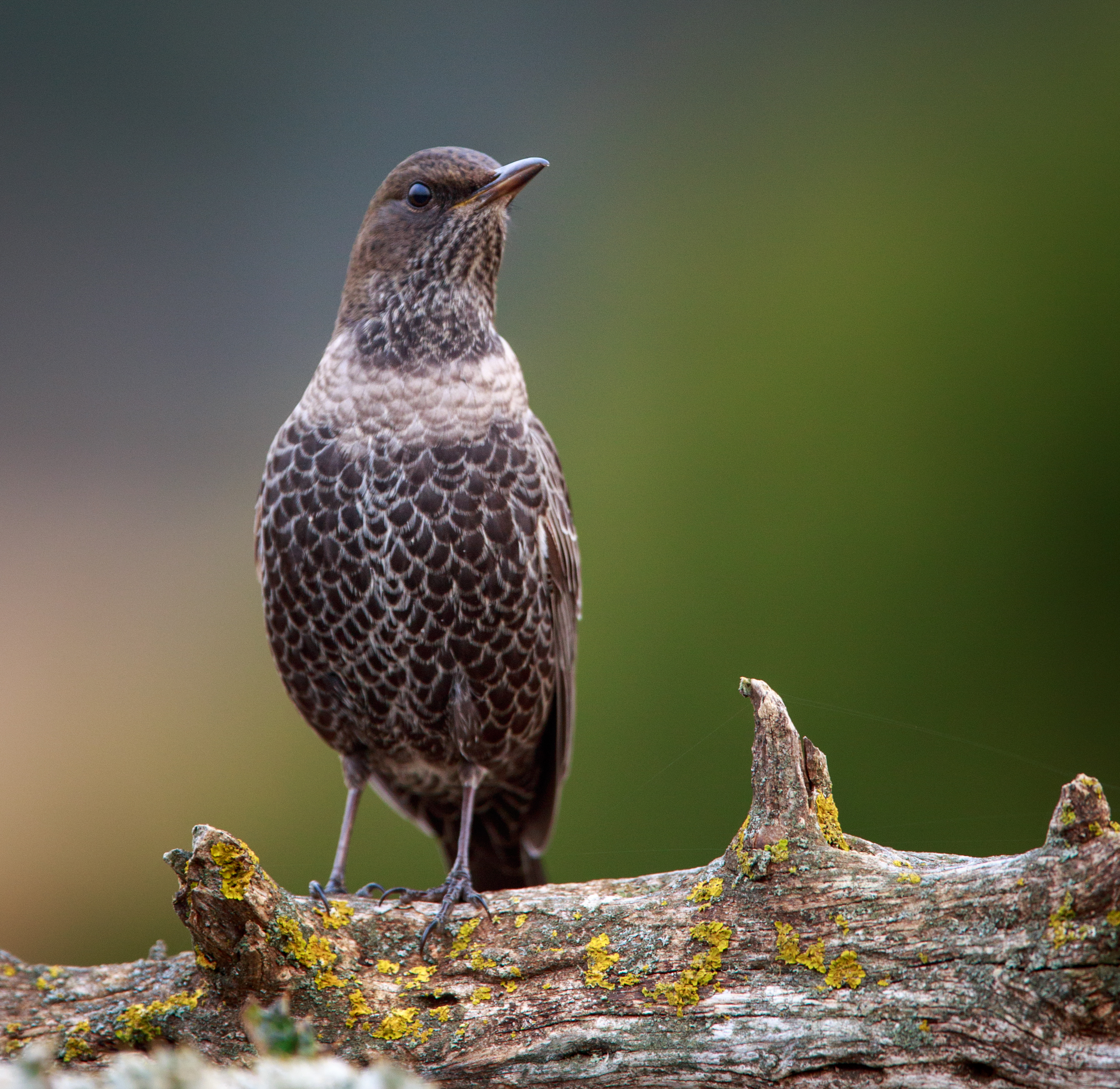
Även hos hona torquatus syns de ljusa fjällen.

### Läte
Ringtrastens sång består av enkla upprepade serier med ödlig klang levererade i lugnt tempo, till exempel "trry trry trry trry... si-vytt si-vytt si-vytt... tjuvyy tjuvyy tjuvyy tjuvyy...". Locklätet tillika oroslätet är ett stenhårt smackande, "tyck".

## Utbredning och systematik
Ringtrasten häckar i bergsområden i stora delar av Europa samt i västra Asien, bland annat i Alperna, i Storbritannien och i fjälltrakterna i Norden. I stora delar av Europa är den flyttfågel och har sina vinterkvarter i Medelhavsområdet där den förekommer från november till februari.
Ringtrasten delas vanligen upp i tre underarter med följande utbredning:
- nordlig ringtrast[6] Turdus torquatus torquatus – nominatformen häckar i norra Europa, i Storbritannien och på Irland.
- alpringtrast[7] Turdus torquatus alpestris (Brehm, 1831) – häckar i centrala och sydöstra Europa.
- Turdus torquatus amicorum (Hartert, 1888) – häckar i Turkiet, Kaukasus och i Iran.

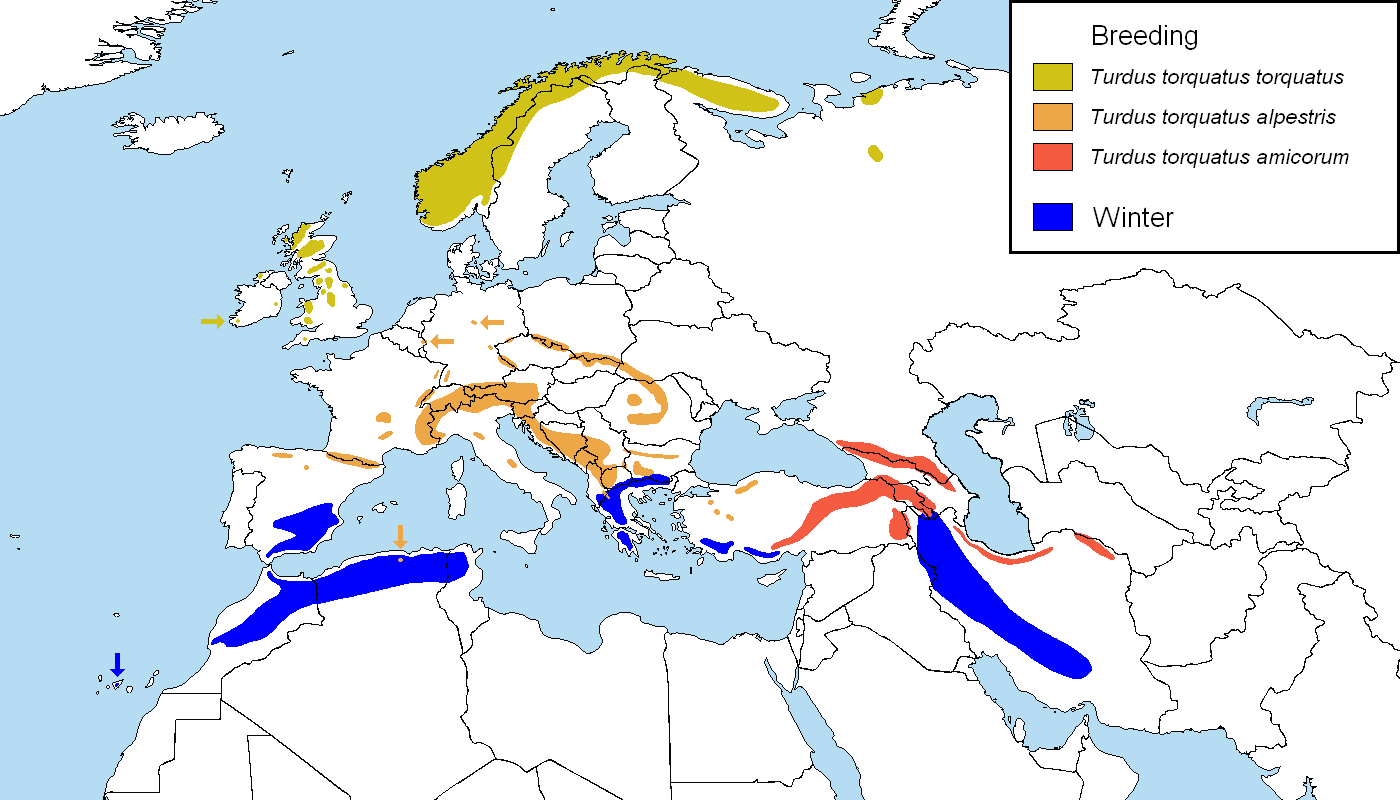
Utbredningsområde för ringtrastens tre underarter.

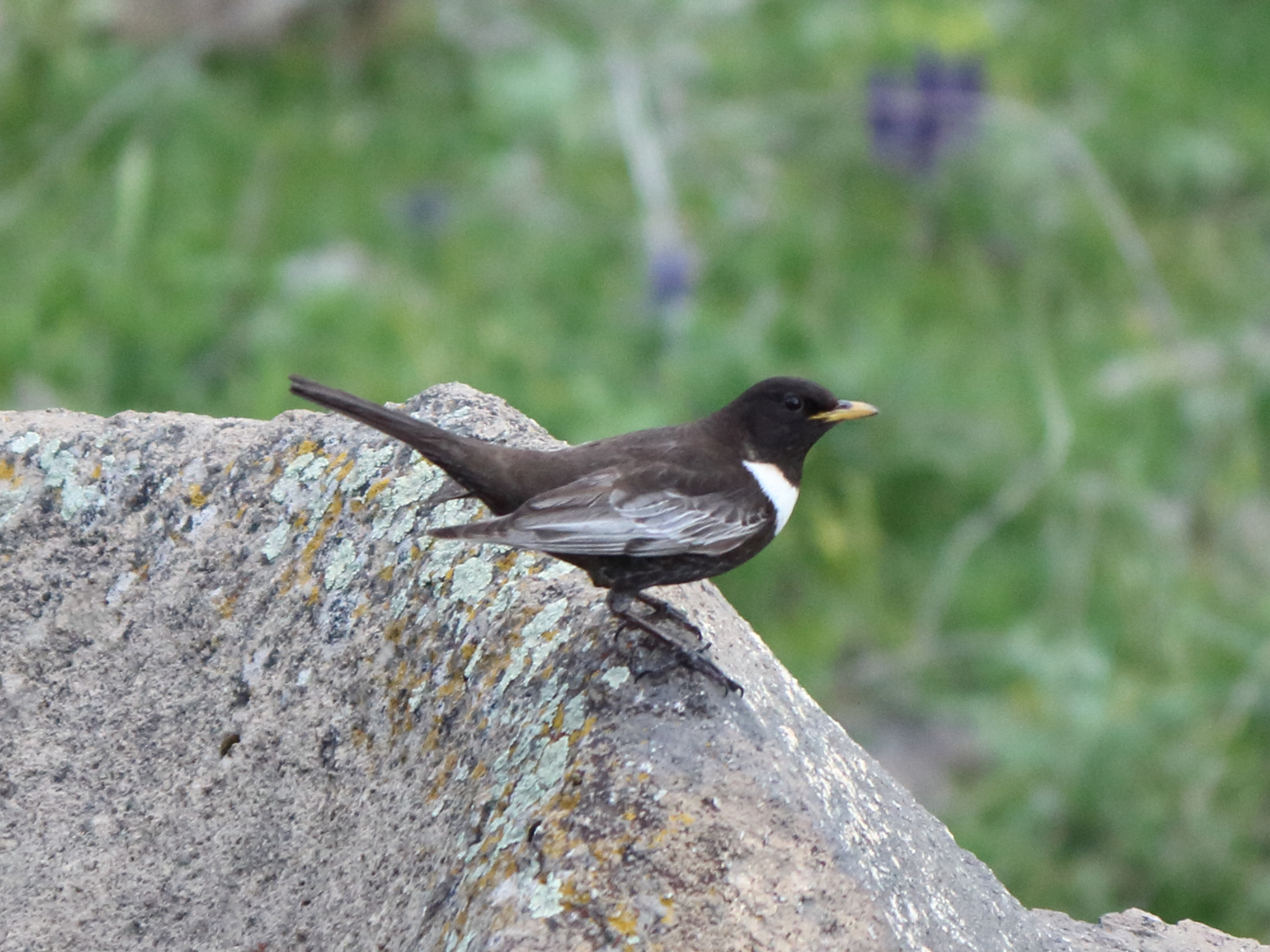
Hane ringtrast av underarten amicorum, fotograferad i Armenien.

### Förekomst i Sverige
I Sverige häckar den idag bara i fjällkedjan, från norra Dalarna till Torne lappmark. Där hittas den i klippig terräng och raviner ända upp i lavbältet, men ofta i översta delen av barrskogen och i fjällbjörkskogen. Den har tidigare häckat på västkusten men den senaste konstaterade häckningen skedde där 1966. Vår och höst passerar den södra Sverige i slutet av april och månadsskiftet september–oktober. 
Underarten alpestris förekommande i centrala och sydöstra Europa har noterats i Sverige vid ett enda tillfälle, då en hane ringmärktes och därefter sågs på Utklippan i Blekinge 2–4 juni 1998.

### Släktskap
Trots det likartade utseendet är ringtrasten inte särskilt nära släkt med koltrasten. Genetiska studier visar att den istället tillhör en klad med övervägande asiatiska trastar, systerart till en grupp bestående av artparen svarthalsad och rödhalsad trast samt brun- och rödtrast.

## Ekologi

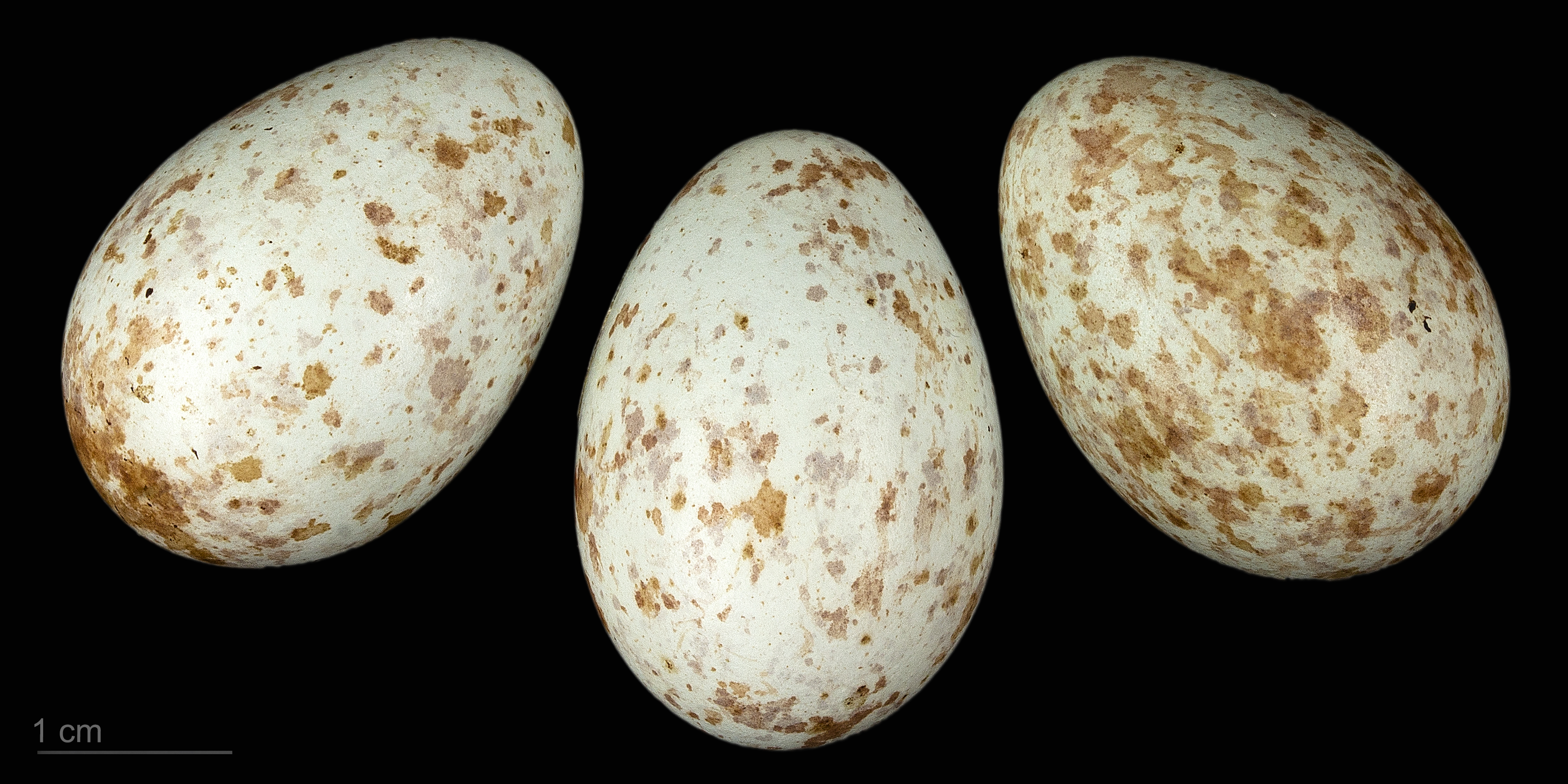
Turdus torquatus alpestris

Ringtrasten trivs i ljusa barrskogar i klippig terräng, i Skandinavien även i fjällbjörkskogen och upp på kalfjället. Honan bygger boet som består av kvistar, rötter, gräs och mossa och placeras ofta ganska lågt i barrträd eller buskar, alternativt i en klippskreva eller ihålig stubbe. Den är en ganska skygg fågel och den är till och med svår att komma nära även vid boet. Honan lägger fyra till fem blågröna och brunfläckiga ägg som ruvas i två veckor av båda föräldrarna. Efter tolv till 14 dagar är ungarna flygga. Den livnär sig av blötdjur, insekter och deras larver, samt på hösten bär. Favoritfödan är daggmask.

## Status och hot
Arten har ett stort utbredningsområde och en stor population med stabil utveckling. Utifrån dessa kriterier kategoriserar IUCN arten som livskraftig (LC). I Europa, som omfattar ungefär 95 % av ringtrastens utbredningsområde, tros det häcka mellan 300 000 och 600 000 par.
I de områden där arten minskar i antal är orsakerna oklara. Den tros påverkas av störningar från människan och exploatering av dess alpina miljöer för friluftsliv. Konkurrens från koltrast, dubbeltrast och björktrast tros spela in. I södra Spanien och nordvästra Afrika kan habitatförstörelse av enbuskmarker ligga bakom nedgången i den brittiska populationen, liksom avskogning i Storbritannien och hårdare betestryck. Även jakten på fåglar från nordvästra Europa som passerar genom södra Europa kan vara omfattande. Arten kan också hotas av klimatförändringar.

### Status i Sverige
I Sverige anses inte ringtrasten hotad idag och tas därför inte upp i Artdatabankens rödlista. Antalet reproduktiva individer skattas till mellan 6 800 och 18 200, och den tros öka i antal.

## Namn
Ringtrasten beskrevs taxonomiskt första gången 1758 av Carl von Linné. Det vetenskapliga artnamnet torquatus är latin och betyder "med halsband", av torques ("halsband").